# LIWI Verlag
LIWI Literatur- und Wissenschaftsverlag — німецьке книжкове видавництво, що базується в Геттінгені і було засноване у 2018 році Томасом Ледінгом.
Щороку видавництво публікує близько 100 нових видань, зосереджуючись на художній літературі та сучасній науці. Серед відомих авторів — Стефан Цвейг, Франц Кафка, Микола Гоголь та Володимир Короленко. Окрім друкованих книг, видавнича програма також включає аудіокниги. Актор Каспар Айхель, наприклад, є відомим голосом аудіокниг для LIWI Verlag. Серед інших відомих голосів, з якими співпрацювало видавництво, — актор Хайнер Лаутербах та співачка Менді Капрісто.